# Luž

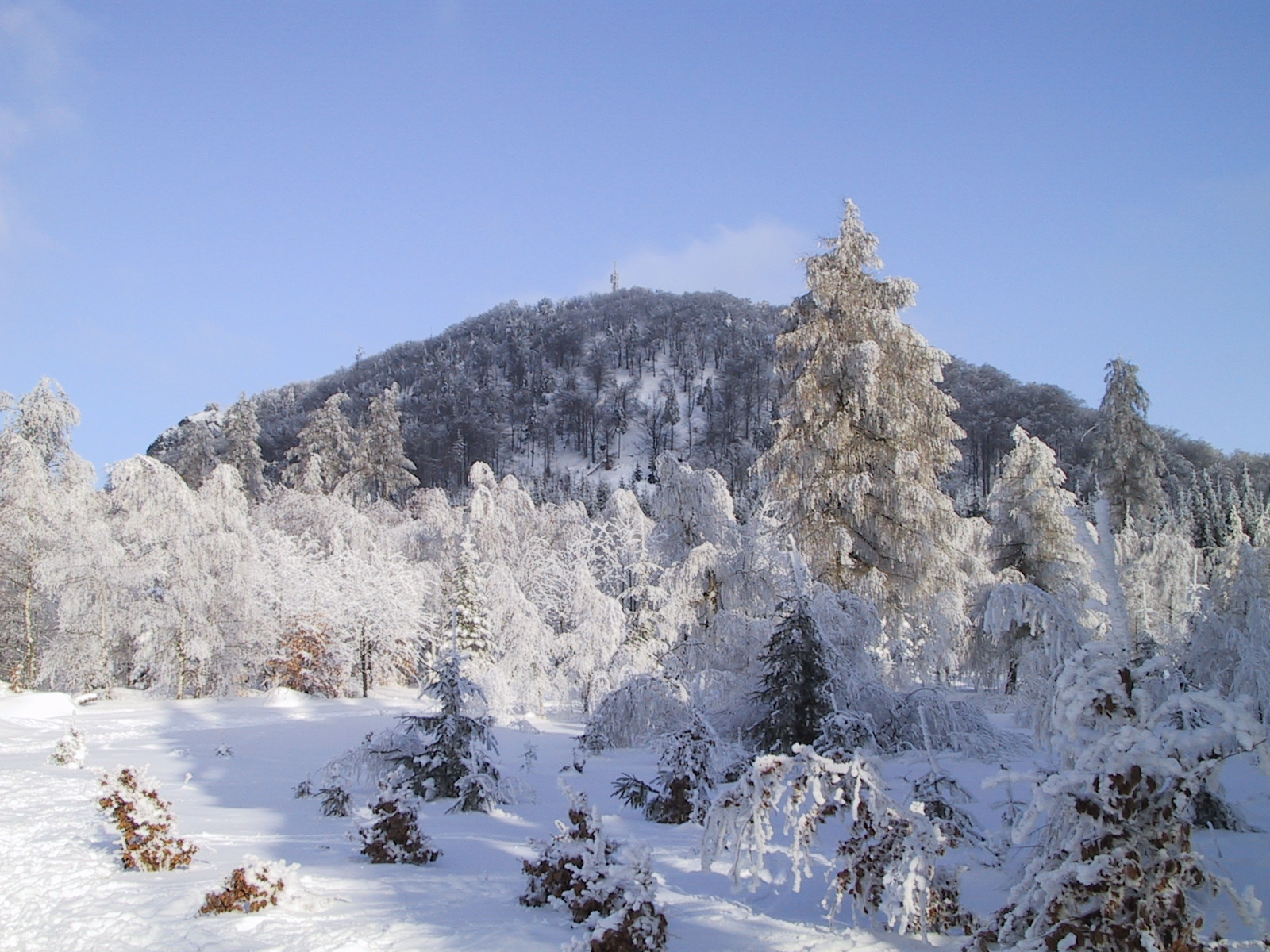
Luž zimą

Luž (niem. Lausche, górnołuż. Łysa, 793 m n.p.m.) – najwyższy szczyt w Górach Łużyckich w Sudetach Zachodnich, na granicy Czech i Niemiec.
Góra jest dawną kopułą wulkaniczną, zbudowaną z fonolitu, o wyrazistym kopulastym kształcie i stromych zboczach. Na płaskim szczycie, częściowo porośniętym lasem mieszanym, znajduje się wieża telekomunikacyjna, turystyczne miejsce odpoczynku i ruiny po gospodzie. Zbocza szczytu porośnięte są lasem mieszanym. Szczyt jest dobrym punktem widokowym, z którego rozciąga się pełna panorama na okoliczne szczyty i doliny Gór Łużyckich.

## Atrakcje
Na południowo-wschodnim zboczu góry po czeskiej stronie powyżej miejscowości Horní Světlá znajduje się ośrodek narciarski – trzy trasy narciarskie z wyciągami. Wyciąg, stok narciarski oraz skocznia, znajdują się także po niemieckiej stronie powyżej miejscowości Waltersdorf.

## Turystyka
Na szczyt prowadzi serpentynami ścieżka oraz szlak turystyczny.
- czerwony

Na szczycie znajduje punkt widokowy z widokiem okrężnym od Gór Łużyckich przez Czeskie Średniogórze aż po Góry Izerskie i wierzchołki Karkonoszy, na północy na Łużyce Górne i miasta w Niemczech.
W odległości kilku kilometrów od szczytu znajdowało się turystyczne przejście graniczne z Niemcami.
Wzniesienie zaliczane jest do Korony Sudetów Niemieckich, Korony Sudetów Czeskich i Korony Sudetów.